# State of Mind (мініальбом)
State of Mind — другий мініальбом американського репера Діззі Райта, виданий 15 квітня 2014 р. лейблом Funk Volume.

## Передісторія
Діззі Райт оголосив плани видати The Second Agreement EP, а після мікстейпу The Golden Age — другий студійний альбом. Починаючи з 2014 Райт почав гастролювати з Hopsin у рамцях світового туру на підтримку Knock Madness. 16 лютого 2014 Діззі Райт анонсував реліз міні-альбому State of Mind у березні 2014 замість раніше оголошеного Second Agreement EP. В інтерв'ю XXL наступного місяця репер заявив, що State of Mind не мав дати випуску й підтвердив реліз другої студійної роботи у 2014. Він висловив свої міркування щодо цього: «Ми лише збираємося спробувати зробити це правильно. Я завжди залишав собі місце для зростання. Роблю це не випереджаючи події. Це якісніший матеріал… Якщо їм подобається те, що я видав на цю мить, то їм безумовно сподобається лайно, яке я збираюся викласти».
8 квітня Райт оприлюднив обкладинку й дату виходу, 15 квітня. Того ж дня вийшов перший сингл «Everywhere I Go». 21 квітня відбулась прем'єра відеокліпу «Everywhere I Go».

## Комерційний успіх
Платівка дебютувала на 54-ій сходинці Billboard 200 з результатом у 6800 копій проданих за перший тиждень у США.

## Список пісень
| #  | Назва                                       | Продюсер(и) | Тривалість |
| -- | ------------------------------------------- | ----------- | ---------- |
| 1. | «State of Mind»                             | MLB         | 3:28       |
| 2. | «Everywhere I Go»                           | MLB         | 3:25       |
| 3. | «Reunite for the Night»                     |             | 3:51       |
| 4. | «Too Real for This» (з участю Rockie Fresh) | MLB         | 3:28       |
| 5. | «Nuttin bout Me»                            | Sledgren    | 3:44       |
| 6. | «New Generation»                            | 6ix         | 4:38       |
| 7. | «Calm Down»                                 |             | 4:48       |

## Чартові позиції
| Чарт (2014)               | Найвища позиція |
| ------------------------- | --------------- |
| США                       | 54              |
| US Top R&B/Hip-Hop Albums | 11              |